# Onsala TT

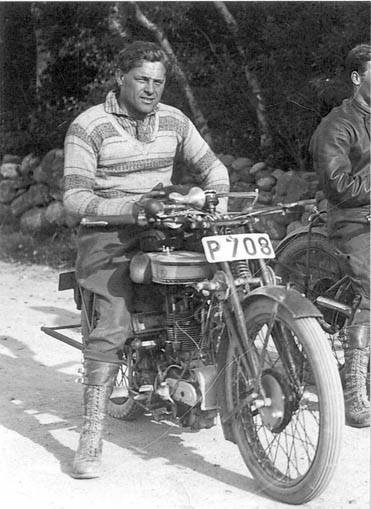
Magnus Nyström på en Norton racer. Fotot är taget före start på 1927 års Onsalalopp.

Onsala TT, även Onsalaloppet, var en roadracingtävling som genomfördes under 1920- och 30-talen i Onsala, Kungsbacka kommun. TT står för Tourist Trophy. Loppet kördes i den triangel som utgörs av vägarna mellan Onsala kyrka, Rösan och Mariedal. Ett varv var cirka 6,4 kilometer.

## Genomförda Onsala TT
- 1926: Segrare: Yngve Eriksson Fabrikat: Husqvarna 730cc Racer. 2à. Bernhard Malmberg.
- 1927: Segrare: Yngve Eriksson Fabrikat: Husqvarna 730cc Racer. 3à. Oskar Wilhemsson
- 1929: Segrare: Yngve Eriksson Fabrikat: Husqvarna 730cc Racer.[1]
- 1931: Segrare: Okänd, Fabrikat: Okänt

## Övrigt
Calle Jonsson, fabriksförare för Rex, hade utvecklat en fotväxel för att kunna växla så snabbt som möjligt. På tidiga motorcyklar satt växelspaken normalt på tanken. Vid Onsala-loppet 1931, upptäckte en ingenjör från Norton-fabriken i England fotväxeln, skissade av konstruktionen och tog världspatent på Calle Jonssons idé.

### Fotnoter
1. ↑  Glantz, Dane (2014). Husqvarna motorcycles: standard & racing 1903-1964. Huskvarna: Teknik-Info. Libris 17546512. ISBN 9197517860